# 컬럼비아강

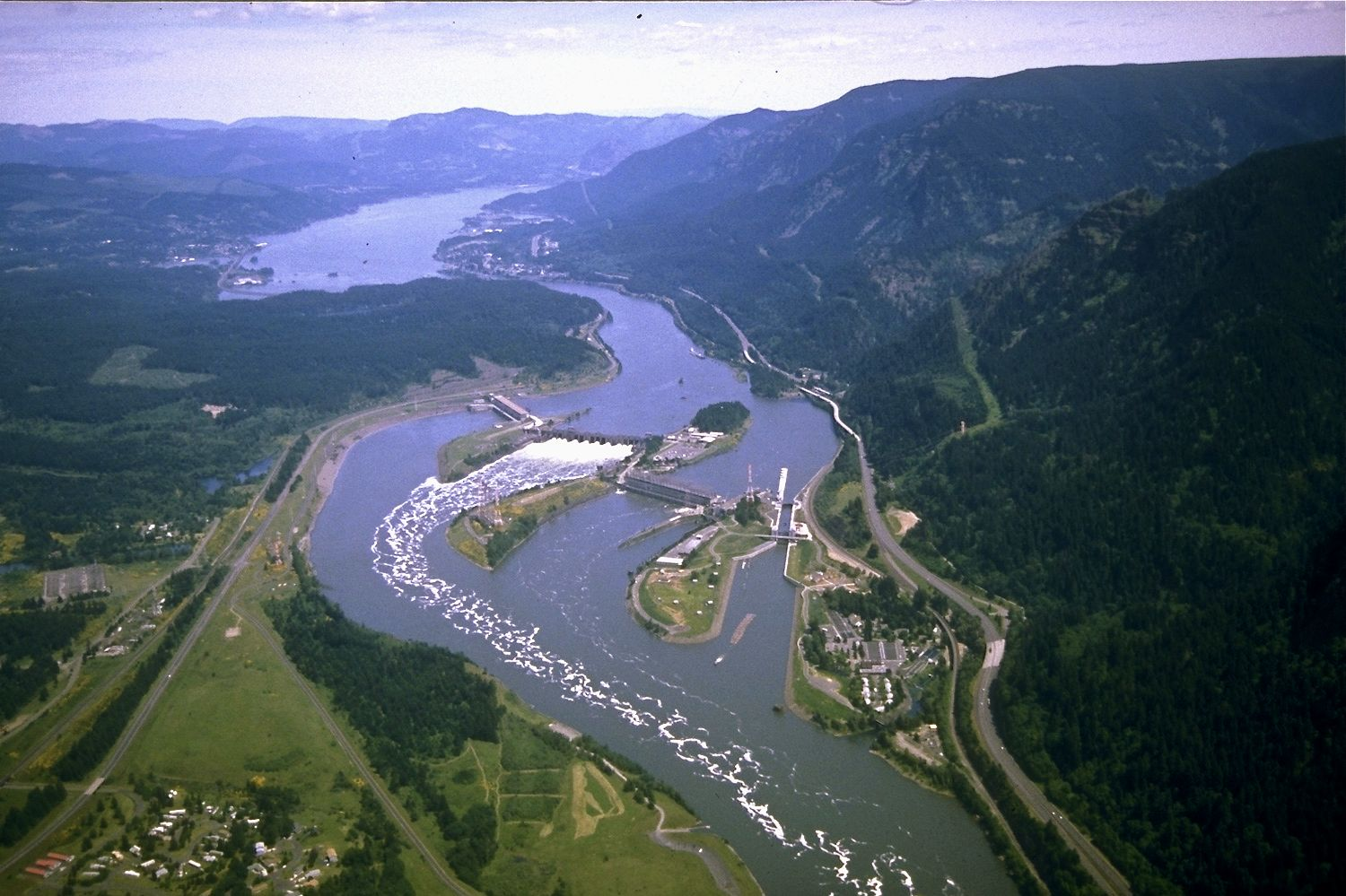
컬럼비아강 협곡(Columbia River Gorge)에 위치한 본빌(Bonneville) 댐

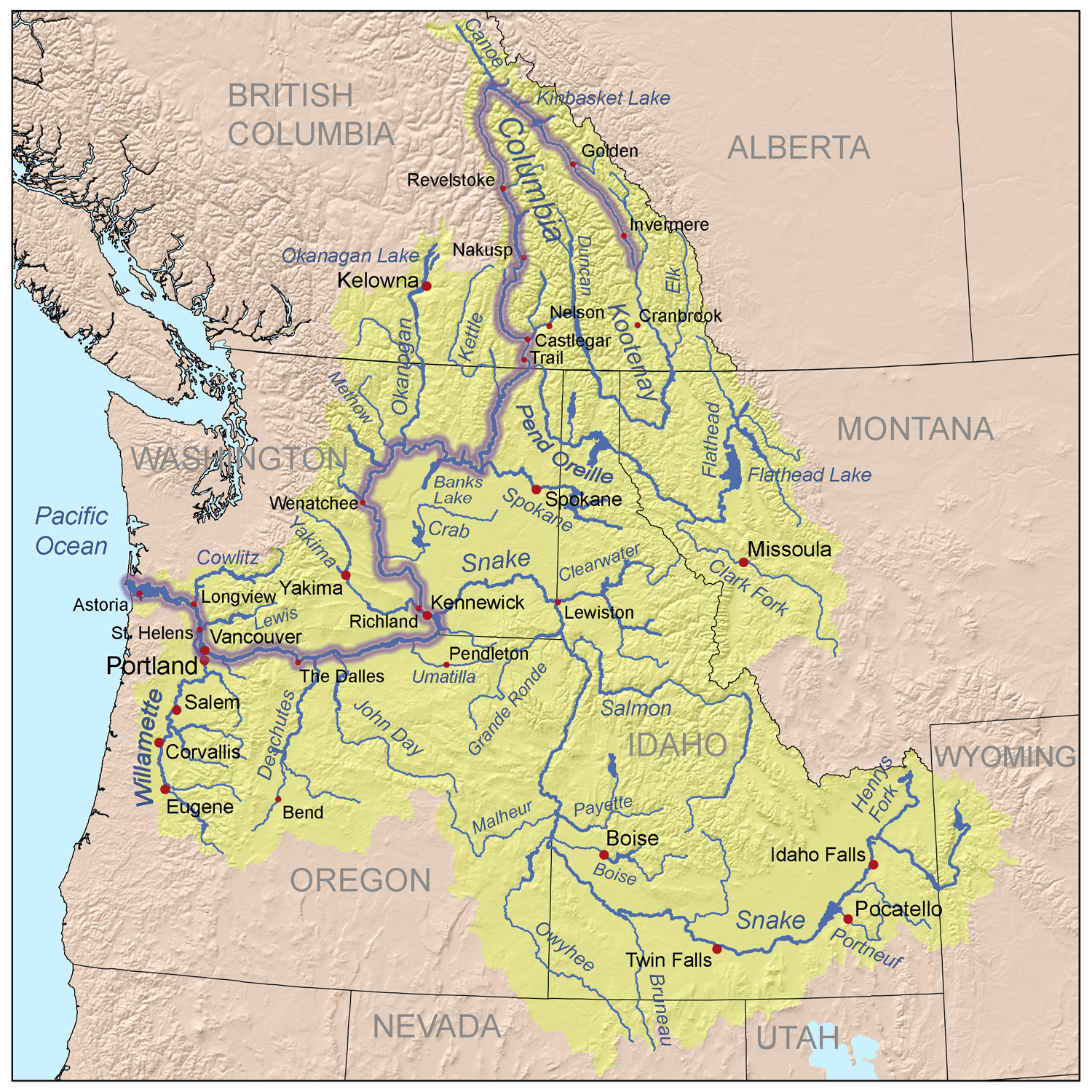
콜럼비아강 유역 지도

컬럼비아강(Columbia River)은 북아메리카 태평양 북서부 지역에서 가장 큰 강이다. 이 강은 캐나다 브리티시컬럼비아주에 위치한 로키산맥에서 기원하여 북서쪽과 남쪽을 향하여 미국의 워싱턴주로 흘러간 뒤 워싱턴 주와 오리건주 사이의 경계 대부분을 형성하며, 마지막으로는 태평양으로 흘러들어간다. 이 강의 길이는 2,000km이며 가장 큰 지류는 스네이크강이다. 이 강의 유역은 프랑스와 크기가 맞먹고 미국 7개 주와 캐나다의 행정 구역으로 확대된다.
양적인 면에서 컬럼비아강은 미국에서 4번째로 큰 강으로, 태평양으로 흘러들어가는 북아메리카 강 가운데 가장 세기가 세다. 이 강의 센 흐름과 상대적으로 가파른 경사로 말미암아 전기 발전의 잠재성이 매우 크다. 컬럼비아강의 본류에 위치한 14개 수력발전용 댐과 지류에 위치한 수많은 댐들은 북아메리카에서 가장 많은 수력을 생산해내고 있다.

## 지류
- 스네이크강
- 윌래밋강
- 쿠테네이강
- 펜드오레일강
- 카울리츠강
- 스포캔강
- 루이스강
- 데슈츠강
- 얘키모강
- 위냇치강
- 오카노간강
- 케틀강
- 샌디강
- 존데이강

## 같이 보기
- 엠파이어 빌더